# 鄒丹
鄒丹（？—194年），东汉末期人物。公孫瓚部下，曾被公孫瓚封為漁陽太守。劉虞被殺後其舊部鮮于輔、齊周、鮮于銀推舉閻柔為烏桓司馬與鄒丹戰於潞北，鄒丹等四千餘人兵敗被殺。